# Theodor Pallady
Theodor Pallady (Iași, 11 aprile 1871 – Bucarest, 16 agosto 1956) è stato un pittore rumeno.
In giovane età si trasferì a Dresda dove studiò ingegneria. Nel 1889 abbandonò gli studi e si trasferì a Parigi, dove lavorò con Henri Matisse, Georges Rouault ed Albert Marquet. Nel 1904, fece ritorno in Romania.